# Rivellia sumbawana
Rivellia sumbawana är en tvåvingeart som beskrevs av Willi Hennig 1941. Rivellia sumbawana ingår i släktet Rivellia och familjen bredmunsflugor. Inga underarter finns listade i Catalogue of Life.